# (8420) Angrogna
(8420) Angrogna (1996 WQ) – planetoida z pasa głównego asteroid okrążająca Słońce w ciągu 4,2 lat w średniej odległości 2,6 au. Odkryta 17 listopada 1996 roku.